# Ribeiroclinus eigenmanni
Ribeiroclinus eigenmanni är en fiskart som först beskrevs av Jordan, 1888.  Ribeiroclinus eigenmanni ingår i släktet Ribeiroclinus och familjen Clinidae. Inga underarter finns listade i Catalogue of Life.